# Tehnični muzej Nikola Tesla Zagreb
Tehnični muzej Nikola Tesla Zagreb (izvirno hrvaško Tehnički muzej Nikola Tesla Zagreb) je osrednji hrvaški muzej zgodovine tehnologije; ustanovljen je bil leta 1954 in se nahaja v Zagrebu. Muzej zbira in razstavlja znanstvene in tehnične primerke iz hrvaške zgodovine in njenega območja. Med eksponati se nahajajo številni avtomobili, letala, stroji in druga tehnična oprema. Danes muzej obsega 44.000 m² površine, od tega je 14.000 m² razstavnega prostora. 

## Zgodovina
Muzej je bil ustanovljen leta 1954 in je bil uradno odprt 14. januarja 1963 na Savski ulici. Avtor koncepta muzeja je bil Božo Težak, takrat profesor na Tehniški fakulteti Univerze v Zagrebu.
Leta 2012 je muzej obiskalo 125.000 obiskovalcev. Leta 2013 je muzej zabeležil preko 118.000 obiskovalcev in je bil najbolj obiskani muzej na Hrvaškem. Leta 2018 je bil muzej sedmi najbolje obiskani muzej na Hrvaškem s 141.000 obiskovalci.
Leta 2015 je bil muzej z odločitvijo mestnega sveta preimenovan v čast Nikole Tesle.

## Razstavni eksponati
V muzeju se nahaja najstarejši še delujoči parni stroj v širiš okolici iz sredine 19. stoletja. V muzeju se še nahaja planetarij, razstava o čebelarstvu, rudarstvu – z modeli premogovnika, rudnika železa in rudnikov drugih neželeznih rudnin in razstavo o Nikoli Tesli. Muzej občasno organizira izobraževalne, stalne in začasne razstave, predavanja o aktualnih tematikah v znanosti kot tudi razne delavnice.

## Galerija
- Dubrovniški tramvaj
- Zagrebški konjski tramvaj
- Podmornica CB-20